# Barbaryzm
Barbaryzm (z gr. barbarismós, od bárbaros „barbarzyńca, cudzoziemiec”) – jednostka językowa niewłaściwa dla danego języka, przeniesiona do wypowiedzi z języka obcego (o charakterze zapożyczenia lub kalki językowej). Termin ten odnoszony jest w szczególności do elementów ocenianych negatywnie, łamiących ustalone konwenanse językowe i postrzeganych jako zbędne (mających swoje rodzime odpowiedniki). W szerszym ujęciu barbaryzm to każdy element językowy uchodzący za niekulturalny, niewłaściwy dla języka literackiego. Niekiedy definiuje się go jako „poważny błąd językowy”.
Barbaryzmy opierają się na zasadzie kontrastu między językami. Mogą zatem nadawać tekstowi literackiemu szczególną wartość stylistyczną. Wykorzystywane są jako chwyty stylistyczne służące podkreśleniu kunsztowności wypowiedzi (zwłaszcza makaronizmy w literaturze barokowej), wywołaniu efektów humorystycznych lub językowej charakterystyce postaci. Czasami utożsamia się barbaryzmy i makaronizmy.